# Орехово (Могилёвская область)
Орехово (бел. Арэхава) — деревня в Бобруйском районе Могилёвской области Беларуси. Входит в состав Слободковского сельсовета.

## География
Деревня находится в юго-западной части Могилёвской области, к востоку от железнодорожной линии Бобруйск — Рабкор, на расстоянии приблизительно 4 километров (по прямой) к юго-западу от города Бобруйска, административного центра района. Абсолютная высота — 149 метров над уровнем моря.

## История
Деревня известна с XIX века.
По состоянию на 1907 год, в Писчаках имелось 30 дворов и проживало 232 человека. В административном отношении входила в состав Горбацевичской волости Бобруйского уезда Минской губернии.
30 июля 1964 года деревня была переименована в Орехово.

## Население
По данным переписи 2019 года, в деревне проживало 56 человек.
| Год  | Население, человек |
| ---- | ------------------ |
| 1907 | 232                |
| 1917 | ↗ 282              |
| 1986 | ↘ 182              |
| 2007 | ↘ 95               |
| 2009 | ↘ 81               |
| 2019 | ↘ 56               |